# Сант'Агата (Агриђенто)
Сант'Агата је насеље у Италији у округу Агриђенто, региону Сицилија.
Према процени из 2011. у насељу је живело 20 становника. Насеље се налази на надморској висини од 166 м.